# Trichosterrha
Trichosterrha là một chi bướm đêm thuộc họ Geometridae.